# Estadi Baldiri Aleu
El Estadio Baldiri Aleu es un campo de rugby en el que habitualmente juega sus partidos la Unió Esportiva Santboiana de la División de Honor
Se encuentra entre las calles Baldiri Aleu y Cerdaña en San Baudilio de Llobregat (Barcelona) España.
Tiene capacidad para unos 4000 espectadores después de su remodelación en los años 2000.